# آزاد (فیلم ۱۹۵۵)
«آزاد» (انگلیسی: Azaad) فیلمی هندی است که در سال ۱۹۵۵ منتشر شد. از بازیگران آن می‌توان به دیلیپ کومار، مینا کوماری و پران اشاره کرد.